# I natt é hela stan vår
I natt é hela stan vår är en låt av den svenska punkrockgruppen Noice. Låten återfinns på debutalbumet Tonårsdrömmar från 1979. "I natt é hela stan vår" skrevs av basisten Peo Thyrén.
Låten utgör B-sida till deras singel "En kväll i tunnelbanan".
En liveversion av låten finns med på albumet Live på Ritz, släppt 1982. Den är även med på samlingsalbumen H.I.T.S., Flashback Number 12, Svenska popfavoriter och 17 klassiker.
När Noice återförenades spelade de in låten igen till albumetet Vild, vild värld, släppt 1995.

## Musiker
- Hasse Carlsson – sång/gitarr
- Peo Thyrén – elbas
- Freddie Hansson – klaviatur
- Robert Klasen – trummor